# Kimiya Yui
Kimiya Yui (油井 亀美也, Yui Kimiya), né le 30 janvier 1970 à Nagano, au Japon, est un astronaute de la JAXA. Il a été sélectionné en 2009. Avant d'être astronaute, il était pilote militaire.

## Biographie
Yui a obtenu son diplôme de l'Académie nationale de défense du Japon en 1992. Il est ensuite devenu pilote de chasseur F-15 Eagle et pilote d'essai. Il travaillait dans le bureau de la division de planification de l'armée de l'air japonaise depuis décembre 2008 en tant que lieutenant-colonel lorsqu'il a été sélectionné comme candidat astronaute avec Takuya Onishi.

### Carrière à la JAXA
Sélectionné en 2009 par l'agence spatiale japonaise JAXA, dans le groupe JAXA-5, Yui est le premier astronaute japonais à avoir une expérience militaire, et il fut contraint de se retirer de l'armée en raison de la politique historique du gouvernement japonais qui sépare le domaine scientifique de celui militaire.
Après une formation, il a été certifié astronaute pour voler vers l'ISS en juillet 2011.
Yui a servi comme aquanaute à bord du laboratoire sous-marin Aquarius lors de la mission d'exploration sous-marine NEEMO 16 en juin 2012.

#### Expéditions 44/45
Le 22 juillet 2015, Yui a été lancé vers la Station spatiale internationale dans le cadre des expéditions 44/45 à bord du Soyouz TMA-17M. 
En novembre 2016, Yui est devenu chef du groupe des astronautes de la JAXA.

## Galerie

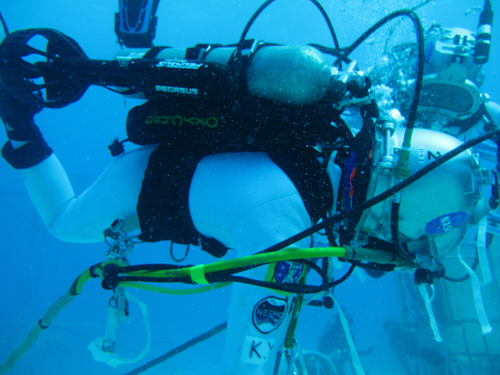
Lors de NEEMO-16.
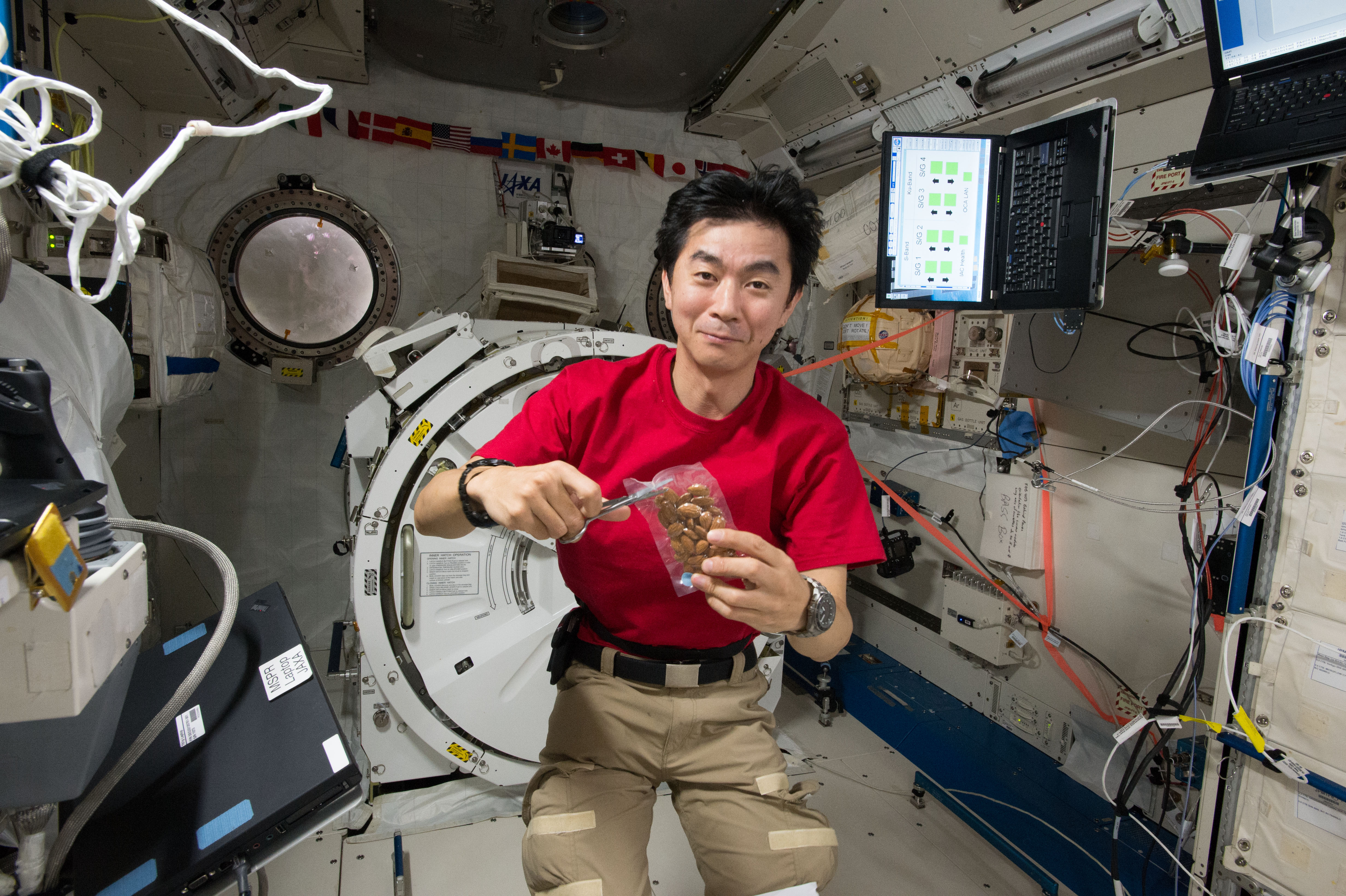
Lors de sa première mission dans le module japonais Kibō.
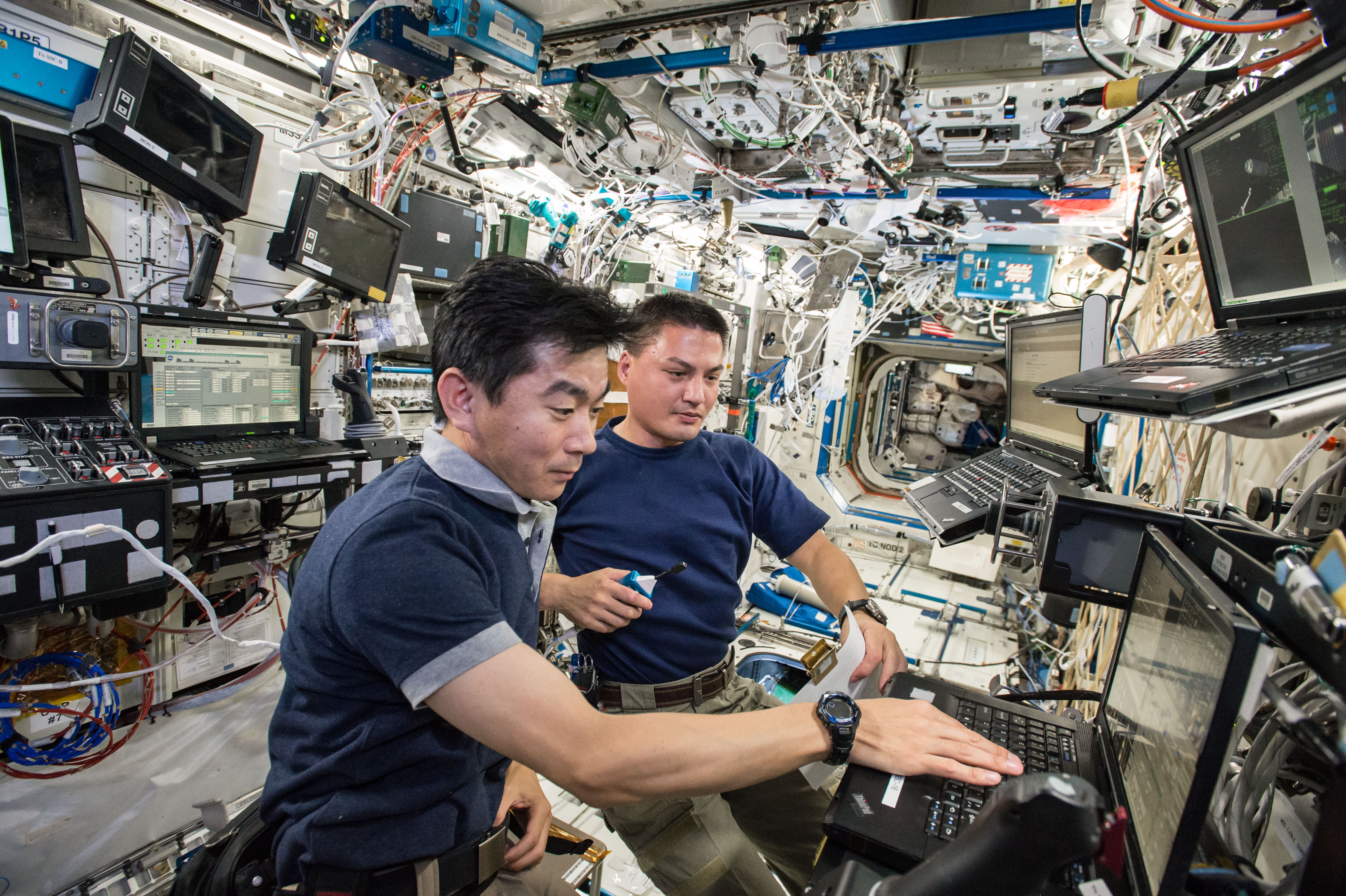
Yui est ici avec son collègue Kjell Lindgren au travail dans le laboratoire Destiny de l'ISS.

## Honneur
L'astéroïde (213255) Kimiyayui est nommé en son honneur.